# Annie Foreman-Mackey
Annie Foreman-Mackey (Kingston, 26 juni 1991) is een Canadees voormalig baan- en wegwielrenster.

## Carrière
In 2016 behaalde Foreman-Mackey een derde plaats op de achtervolging tijdens de Wereldkampioenschappen baanwielrennen en won ze het Canadees kampioenschap wielrennen op de weg. Ze nam in 2018 deel aan de Gemenebestspelen waar ze een bronzen medaille won op ploegenachtervolging. Tijdens de Pan-Amerikaanse kampioenschappen baanwielrennen in 2019 won Foreman-Mackey met de Canadese ploeg de ploegenachtervolging en behaalde ze een tweede plaats op de achtervolging. Ze nam in 2021 deel aan de Olympische Spelen in Tokio op het onderdeel ploegenachtervolging, waar ze samen met Allison Beveridge, Ariane Bonhomme en Georgia Simmerling vierde werd.

## Overwinningen

### Wegwielrennen
2016
 Canadees kampioen op de weg, elite

### Baanwielrennen
| Jaar      | CK                                                                        | PK                                   | WK            | Overig                                     |
| Als elite | Als elite                                                                 | Als elite                            | Als elite     | Als elite                                  |
| --------- | ------------------------------------------------------------------------- | ------------------------------------ | ------------- | ------------------------------------------ |
| 2014      | ploegenachtervolging · achtervolging                                      |                                      |               |                                            |
| 2015      |                                                                           | ploegenachtervolging · achtervolging |               |                                            |
| 2016      | achtervolging                                                             |                                      | achtervolging |                                            |
| 2017      | ploegenachtervolging · koppelkoers · puntenkoers · achtervolging · omnium |                                      |               | WB Milton: ploegenachtervolging            |
| 2018      | achtervolging · ploegenachtervolging                                      |                                      |               | Gemenebestspelen: ploegenachtervolging     |
| 2019      | achtervolging · ploegenachtervolging                                      | ploegenachtervolging · achtervolging |               |                                            |
| 2020      |                                                                           |                                      |               |                                            |
| 2021      |                                                                           |                                      |               | Olympische Spelen: 4e ploegenachtervolging |